# Brive-la-Gaillarde-Sud-Ouest (tổng)
Tổng Brive-la-Gaillarde-Sud-Ouest là một tổng của Pháp tọa lạc tại tỉnh Corrèze trong vùng Lumousin.

## Địa lý
Tổng này được tổ chức xung quanh Brive-la-Gaillarde trong quận Brive-la-Gaillarde. Độ cao khu vực này là 102 m (Brive-la-Gaillarde) à 366 m (Nespouls) độ cao trung bình trên mực nước biển là 223 m.

## Hành chính
| Giai đoạn | Ủy viên      | Đảng | Tư cách |
| --------- | ------------ | ---- | ------- |
| 2001-2008 | Alain Vacher | PCF  |         |
| 2008-2014 | Alain Vacher | PCF  |         |

## Phân chia đơn vị hành chính
| Xã                 | Dân số     | Mã bưu chính | Mã insee |
| ------------------ | ---------- | ------------ | -------- |
| Brive-la-Gaillarde | 49 141 (1) | 19100        | 19031    |
| Estivals           | 119        | 19600        | 19077    |
| Jugeals-Nazareth   | 687        | 19500        | 19093    |
| Nespouls           | 503        | 19600        | 19147    |
| Noailles           | 756        | 19600        | 19151    |

(1) một phần của xã.

## Thông tin nhân khẩu
| 1962                                                     | 1968 | 1975 | 1982 | 1990 | 1999 |
| -------------------------------------------------------- | ---- | ---- | ---- | ---- | ---- |
| -                                                        | -    | -    | -    | -    | -    |
| Nombre retenu à partir de 1962 : dân số không tính trùng |      |      |      |      |      |